# Kompare
Kompare は自由なグラフィカルコンピュータアプリケーションであり、ユーザが二つの異なるテキストファイルあるいは二つのディレクトリを比較するのに役立つ。主として Linux などの Unix系オペレーティングシステムで使われる。Kompare はそれ自体では実際に二つのファイルの違いを求めることはせず、単にキャラクタユーザインタフェースの diff ユーティリティのグラフィカルフロントエンドである。
KDE デスクトップ環境の一部であり、kdesdk モジュールに含まれている。
Kompare は以前 "kdiff" として知られていた。

## テキストファイルの比較
Kompare は二つの比較しているファイルを表示する際、スクロールバーの位置とは独立に、対応する行ができるだけ近くなるようにする。比較しているファイルで異なっている行は 両方のファイル表示でハイライトされる。三つの異なる色はハイライトするのに使われ、ハイライトされた部分が以下のいずれかなのかを表す。
- 第一のファイルにあるが第二のファイルにはない（つまりハイライトされた部分は第一のファイルから削除された）
- 第二のファイルにあるが第一のファイルにはない（つまり第一のファイルに追加された）
- 両方のファイルにあるが異なっている（つまり第一のファイルが作られてから変更された）

## Kompare の他の機能
テキストファイルの比較に加えて Kompare には以下の機能がある。

### ディレクトリの比較
二つのテキストファイルを比較する代わりに二つのディレクトリが比較のために選択されると、Kompare は選択した両方のディレクトリに対するディレクトリツリーを表示し、そこには対応するファイルの組と二つのディレクトリ内で異なるディレクトリのみが含まれている。要素をクリックすると選択した二つのファイルの差分を表示する。

### パッチの作成と適用
Kompare は比較した二つのテキストファイル（A と B とする）間の違いのみをリストアップするパッチを作成できる。更に、Kompare はオリジナルのファイル A に対してこの方法で作成したパッチファイルを適用でき、この方法で、対応するファイル B の内容を再び得ることができる。これは古いバージョンのファイルをもつ知合いに、同じファイルの修正バージョンを渡す上で便利なユーティリティである。なぜなら（比較的小さな）パッチファイルだけを渡せばよく、受け取った人はオリジナルのファイルに対してパッチを適用することで修正したファイルをつくることができるからである。
Kompare は diff の単なるグラフィカルフロントエンドでパッチは Kompare によって呼び出された patch によって作成され適用されるので、Kompare によって作成され適用されたパッチはキャラクタユーザインタフェース の diff ユーティリティによって作成され適用されたパッチと互換である。